# Ngựa hoang Tây Ban Nha

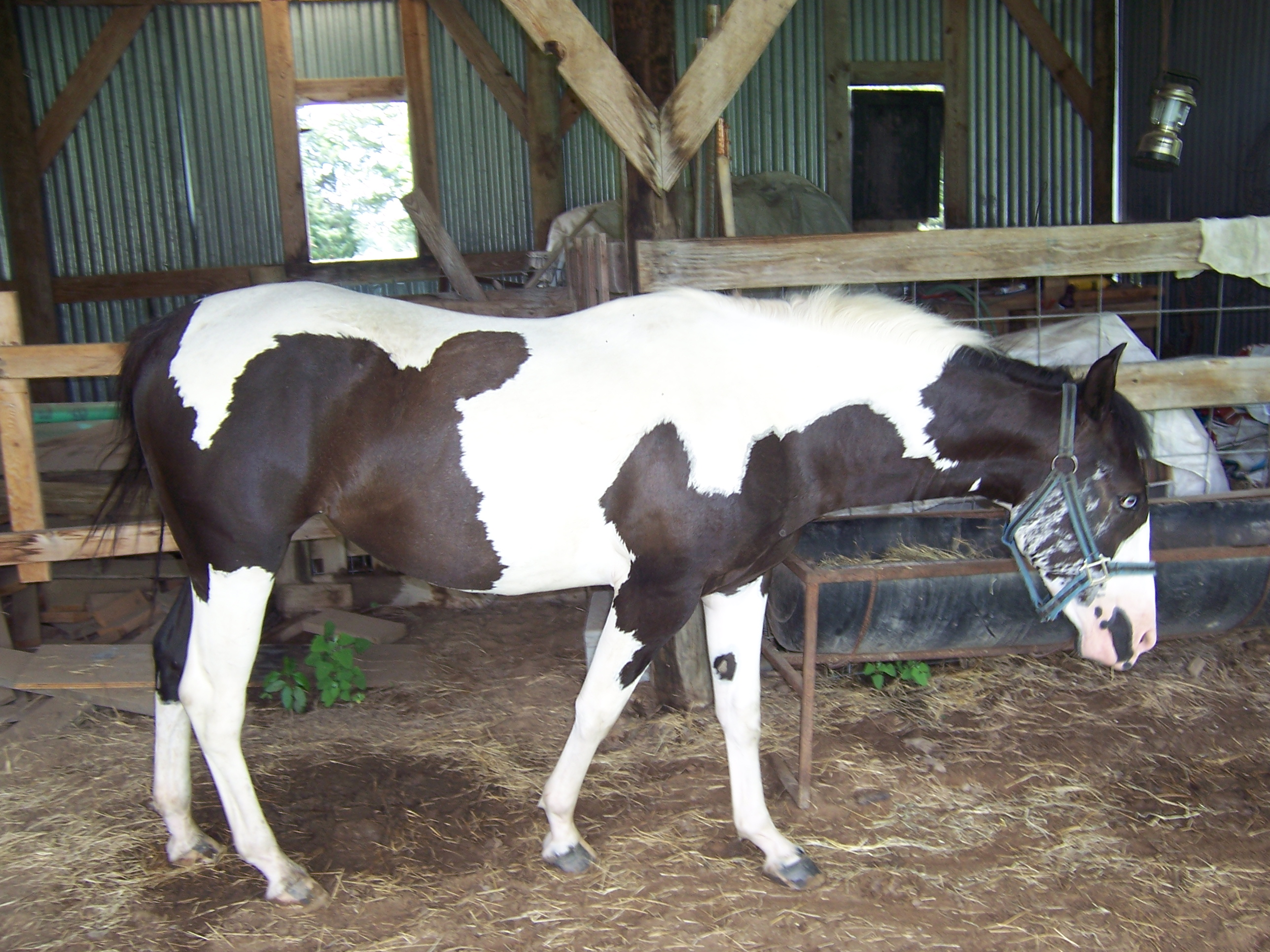
Một con ngựa hoang Tây Ban Nha

Ngựa hoang Tây Ban Nha hay còn gọi là ngựa Mustang Tây Ban Nha là một giống ngựa ở Mỹ có nguồn gốc từ những con ngựa nhà mang từ Tây Ban Nha đến Mỹ trong cuộc chinh phục châu Mỹ của thực dân Tây Ban Nha. Chúng được phân loại trong một nhóm lớn hơn là những con ngựa Tây Ban Nha thuộc địa, một nhóm giống ngựa mà ngày nay rất hiếm ở Tây Ban Nha. 

## Đặc điểm
Những con ngựa hoang Mustang Tây Ban Nha tồn tại trong tự nhiên với nhiều màu lông đa dạng, do tổ tiên ngựa Tây Ban Nha của chúng vốn có nhiều màu sắc khác nhau. Chúng thường có màu cát, hồng mã, màu lông đen (hắc mã) và lông xám. Các màu khác ít phổ biến hơn bao gồm mà loang lỗ Appaloosa và các vệt lông lem luốc như sơn cùng các màu tuyền khác như grulla, màu da hoẵng, palomino, màu kem hồng (cremello), isabella, màu phấn (roan) và kiểu màu Perlino. Những chú ngựa hoang Tây Ban Nha này được biết đến với khả năng chịu đựng và độ dẻo dai bền bỉ, giống ngựa này được biết đến với khả năng chạy đường dài và được một số một số nài ngựa cho tham gia vào các cuộc thi đường trường. Ngựa hoang Tây Ban Nha cũng được sử dụng để thi đấu trong nhiều sự kiện thi đấu cưỡi ngựa kiểu Anh và các cuộc thi đấu cưỡi ngựa kiểu miền Tây

## Bảo tồn
Vào đầu thế kỷ XX, hầu hết các đàn ngựa hoang Mustang (vốn từng có nguồn gốc từ những con ngựa từ Tây Ban Nha) đã bị suy giảm đáng kể về kích thước quần thể đàn, giảm dần về số lượng. Nhận thấy rằng những con ngựa này đang trên bờ vực tuyệt chủng, một số người đam mê môn cưỡi ngựa bắt đầu nỗ lực tìm kiếm và bảo tồn phần còn lại "ngựa hoang Tây Ban Nha" từ các đàn ngựa đi hoang (feral) và các con ngựa được những người thổ dân da đỏ châu Mỹ nuôi trong các bộ tộc, cũng như những con ngựa được nuôi nhốt trong các  trang trại. Giống ngựa hoang Tây Ban Nha này là một trong những giống đầu tiên thể hiện một phần của nỗ lực bảo tồn phối hợp dành cho những con ngựa có kiểu hình ngựa Tây Ban Nha và công tác đăng ký giống được thiết lập vào năm 1957.
Ngựa Mustang Tây Ban Nha được biết đến như một giống thuần hóa hiện đại khác với những con ngựa Mustang hoang dã được chuyển về vùng hoang dã. Những con ngựa thế hệ thứ hai này chính là hậu duệ của cả hai dòng giống ngựa Tây Ban Nha và những con ngựa thuần hóa khác đã trốn thoát hoặc được thả ra tự nhiên từ nhiều cách khác nhau; nhiều con ngựa đã chạy thoát vào miền hoang dã trong khu vực quản lý của đàn ngựa (HMAs) của miền Tây Hoa Kỳ, hiện đang được Cục Quản lý đất đai (BLM) quản lý. Một số đàn ngựa cũng tồn tại ở Canada. Các nghiên cứu DNA chỉ ra rằng giống và kiểu Tây Ban Nha vẫn tồn tại trong một số đàn  ngựaMustang hoang dã, bao gồm cả những giống được ghi nhận trên hồ sơ ở các khu vực quản lý như: HMA Cerbat (gần Kingman, Arizona), khu ngựa núi Pryor HMA (Montana), đàn ngựa Sulphur HMA (Utah) và đàn ngựa Kiger HMA.